# Landtagswahlkreis Norderstedt
Der Landtagswahlkreis Norderstedt (Wahlkreis 27; bis 2012: 28; bis 2009: 31) ist ein Landtagswahlkreis in Schleswig-Holstein. Er umfasst die Stadt Norderstedt, aus dem Amt Kisdorf die Gemeinden Kattendorf, Kisdorf, Oersdorf, Wakendorf II und Winsen sowie die zum Amt Itzstedt gehörende Gemeinde Tangstedt. Von letzterer abgesehen, sie gehört zum Kreis Stormarn, liegen alle Gemeinden des Wahlkreises im Kreis Segeberg.

## Landtagswahl 2022
| Gegenstand der Nachweisung  | Gegenstand der Nachweisung | Erst- stimmen | Erst- stimmen | Zweit- stimmen | Zweit- stimmen |
| Bewerber                    | Partei                     | Anzahl        | %             | Anzahl         | %              |
| --------------------------- | -------------------------- | ------------- | ------------- | -------------- | -------------- |
| Wahlberechtigte             | Wahlberechtigte            | 72.605        | 72.605        | 72.605         | 72.605         |
| Wähler                      | Wähler                     | 42.096        | 42.096        | 42.096         | 42.096         |
| Ungültige Stimmen           | Ungültige Stimmen          | 462           | 1,1           | 249            | 0,6            |
| Gültige Stimmen             | Gültige Stimmen            | 41.634        | 98,9          | 41.847         | 99,4           |
| davon                       |                            |               |               |                |                |
| Patrick Pender              | CDU                        | 16.532        | 39,7          | 17.847         | 42,6           |
| Katrin Fedrowitz            | SPD                        | 9.557         | 23,0          | 7.363          | 17,6           |
| Marc-Christopher Muckelberg | GRÜNE                      | 7.697         | 18,5          | 7.955          | 19,0           |
| Tobias Mährlein             | FDP                        | 3.187         | 7,7           | 2.799          | 6,7            |
| Sven Wendorf                | AfD                        | 1.898         | 4,6           | 1.933          | 4,6            |
| Christine Bilger            | DIE LINKE                  | 1.048         | 2,5           | 786            | 1,9            |
| –                           | SSW                        | –             | –             | 1.185          | 2,8            |
| –                           | PIRATEN                    | –             | –             | 132            | 0,3            |
| Thomas Thedens              | FREIE WÄHLER               | 723           | 1,7           | 354            | 0,8            |
| –                           | Die PARTEI                 | –             | –             | 369            | 0,9            |
| –                           | Z.                         | –             | –             | 50             | 0,1            |
| Gerald Kühl                 | dieBasis                   | 528           | 1,3           | 474            | 1,1            |
| –                           | Die Humanisten             | –             | –             | 45             | 0,1            |
| –                           | Gesundheitsforschung       | –             | –             | 47             | 0,1            |
| –                           | Tierschutzpartei           | –             | –             | 345            | 0,8            |
| –                           | Volt                       | –             | –             | 163            | 0,4            |
| Hans Martin Konzelmann      | Bündnis C                  | 78            | 0,2           | –              | –              |
| Ingmar Hopp                 | Parteilos                  | 386           | 0,9           | –              | –              |

Der Wahlkreis wird von dem erstmals direkt gewählten Wahlkreisabgeordneten Patrick Pender (CDU) im Landtag vertreten, der sich bei der parteiinternen Kandidatenaufstellung gegen die seit 2009 amtierende Abgeordnete Katja Rathje-Hoffmann durchgesetzt hatte. Die SPD-Direktkandidatin Katrin Fedrowitz, die erst im Oktober 2021 erneut in den Landtag nachgerückt war, schied hingegen wieder aus dem Parlament aus, da ihr Listenplatz 16 aufgrund der Verluste ihrer Partei nicht mehr für den Wiedereinzug ausreichte.

## Landtagswahl 2017
Wahlberechtigt waren 72.788 Einwohner.
| Direktkandidat        | Partei  | Erststimmen in % | Zweitstimmen in % |
| --------------------- | ------- | ---------------- | ----------------- |
| Katja Rathje-Hoffmann | CDU     | 36,2             | 30,7              |
| Katrin Fedrowitz      | SPD     | 34,1             | 30,2              |
| Detlev Grube          | GRÜNE   | 8,1              | 10,5              |
| Tobias Claßen         | FDP     | 8,9              | 13,0              |
| Sven Stückelschweiger | PIRATEN | 1,1              | 0,9               |
| –                     | SSW     | –                | 1,8               |
| Miro Berbig           | LINKE   | 4,0              | 4,0               |
| –                     | FAMILIE | –                | 0,7               |
| Thomas Thedens        | FW-SH   | 1,5              | 1,0               |
| Heiko Evermann        | AfD     | 6,1              | 6,4               |
| –                     | LKR     | –                | 0,2               |
| –                     | PARTEI  | –                | 0,4               |
| –                     | Z.SH    | –                | 0,2               |

Der Wahlkreis wurde durch die direkt gewählte Wahlkreisabgeordnete Katja Rathje-Hoffmann (CDU) vertreten, die dem Parlament seit 2009 angehört. Die SPD-Direktkandidatin Katrin Fedrowitz, die erst 2016 in den Landtag nachgerückt war, verpasste den Wiedereinzug, da ihr Platz auf der Landesliste ihrer Partei nicht zog. Sie rückte am 27. Oktober 2021 für ihren in den Bundestag gewählten Parteifreund Ralf Stegner in das Parlament nach.

## Landtagswahl 2012
Wahlberechtigt waren 69.732 Einwohner.
| Direktkandidat        | Partei  | Erststimmen in % | Zweitstimmen in % |
| --------------------- | ------- | ---------------- | ----------------- |
| Katja Rathje-Hoffmann | CDU     | 37,6             | 31,3              |
| Katrin Fedrowitz      | SPD     | 33,7             | 30,5              |
| Gabriele Heyer        | FDP     | 4,9              | 9,2               |
| Katrin Schmieder      | GRÜNE   | 12,6             | 13,0              |
| Miro Berbig           | LINKE   | 3,2              | 2,7               |
| –                     | SSW     | –                | 2,5               |
| Benjamin Freiling     | PIRATEN | 8,0              | 8,5               |
| –                     | FW-SH   | −                | 0,5               |
| –                     | NPD     | –                | 0,6               |
| –                     | FAMILIE | –                | 0,9               |
| –                     | MUD     | –                | 0,1               |

Der Wahlkreis wurde durch die direkt gewählte Wahlkreisabgeordnete Katja Rathje-Hoffmann (CDU) vertreten, die dem Parlament seit 2009 angehört. Die SPD-Direktkandidatin Katrin Fedrowitz verpasste zunächst den Wiedereinzug in den Landtag, da ihr Platz auf der Landesliste ihrer Partei nicht zog. Sie rückte am 4. Januar 2016 für Olaf Schulze, der zum Bürgermeister von Geesthacht gewählt worden war, in das Parlament nach.

## Landtagswahl 2009
Wahlberechtigt waren 69.335 Einwohner.
| Direktkandidat        | Partei  | Erststimmen in % | Zweitstimmen in % |
| --------------------- | ------- | ---------------- | ----------------- |
| Katja Rathje-Hoffmann | CDU     | 38,6             | 32,3              |
| Heiner Köncke         | SPD     | 29,8             | 25,5              |
| Tobias Claßen         | FDP     | 10,3             | 14,9              |
| Anette Reinders       | GRÜNE   | 12,1             | 12,9              |
| -                     | SSW     | -                | 1,6               |
| Heinz-Michael Kittler | LINKE   | 6,2              | 6,6               |
| Karin Honerlah        | FW-SH   | 1,7              | 1,1               |
| Bernd Bassler         | RENTNER | 0,9              | 0,9               |
| Rolf Möller           | RRP     | 0,5              | 0,3               |
| -                     | PIRATEN | -                | 1,8               |
| -                     | NPD     | -                | 0,8               |
| -                     | FAMILIE | -                | 0,9               |
| -                     | IPD     | -                | 0,0               |

Der Wahlkreis wurde durch die erstmals direkt gewählte Wahlkreisabgeordnete Katja Rathje-Hoffmann (CDU) vertreten. Sie folgte auf ihren Parteifreund Manfred Ritzek, der nicht erneut kandidierte.

## Landtagswahl 2005
Die Landtagswahl 2005 ergab folgendes Ergebnisse:
| Gegenstand der Nachweisung | Gegenstand der Nachweisung | Erst- stimmen | Erst- stimmen | Zweit- stimmen | Zweit- stimmen |
| Bewerber                   | Partei                     | Anzahl        | %             | Anzahl         | %              |
| -------------------------- | -------------------------- | ------------- | ------------- | -------------- | -------------- |
| Wahlberechtigte            | Wahlberechtigte            | 65.690        | 65.690        | 65.690         | 65.690         |
| Wähler                     | Wähler                     | 41.932        | 41.932        | 41.932         | 41.932         |
| Ungültige Stimmen          | Ungültige Stimmen          | 875           | 2,1           | 526            | 1,3            |
| Gültige Stimmen            | Gültige Stimmen            | 41.057        | 97,9          | 41.406         | 98,7           |
| davon                      |                            |               |               |                |                |
| ?                          | SPD                        | 17.222        | 41,9          | 17.162         | 41,4           |
| Manfred Ritzek             | CDU                        | 17.459        | 32,5          | 15.856         | 38,3           |
| ?                          | FDP                        | 3.066         | 7,5           | 3.111          | 7,5            |
| ?                          | GRÜNE                      | 2.485         | 6,1           | 2.664          | 6,4            |
| ?                          | SSW                        | –             | –             | 645            | 1,6            |
| –                          | NPD                        | –             | –             | 707            | 1,7            |
| –                          | FAMILIE                    | –             | –             | 336            | 0,8            |
| –                          | Übrige                     | 825           | 2,0           | 925            | 2,2            |

Neben dem erstmals direkt gewählten Wahlkreisabgeordneten Manfred Ritzek (CDU), der 2000 bereits über die Landesliste gewählt worden war, schaffte kein weiterer Kandidat den Einzug in den Kieler Landtag. Ritzek gelang es, den Wahlkreis für die CDU zurückzuerobern, nachdem in die SPD in Person von Heide Moser seit 1987 ununterbrochen gewonnen hatte.

## Bisherige Abgeordnete
Direkt gewählte Abgeordnete des Wahlkreises Norderstedt waren:
| Jahr | Direktkandidat          | Partei | Erststimmen in % |
| ---- | ----------------------- | ------ | ---------------- |
| 2022 | Patrick Pender          | CDU    | 39,7             |
| 2017 | Katja Rathje-Hoffmann   | CDU    | 36,2             |
| 2012 | Katja Rathje-Hoffmann   | CDU    | 37,6             |
| 2009 | Katja Rathje-Hoffmann   | CDU    | 38,6             |
| 2005 | Manfred Ritzek          | CDU    | 42,5             |
| 2000 | Heide Moser             | SPD    | 52,2             |
| 1996 | Heide Moser             | SPD    | 42,2             |
| 1992 | Heide Moser             | SPD    | 49,0             |
| 1988 | Heide Moser             | SPD    | 57,0             |
| 1987 | Heide Moser             | SPD    | 45,9             |
| 1983 | Hans-Joachim Zimmermann | CDU    |                  |
| 1979 | Hans-Joachim Zimmermann | CDU    | 45,1             |
| 1975 | Hans-Joachim Zimmermann | CDU    | 47,1             |
| 1971 | Günther Heyenn          | SPD    | 47,2             |